# Mihail Kogălniceanu (Ialomița)
Mihail Kogălniceanu es una comuna ubicada en el distrito de Ialomița, Rumania.

## Superficie
Cuenta con una superficie de 86,27 kilómetros cuadrados.

## Demografía
Hasta 2021 la población era de 2755 habitantes, con una densidad de población de 31,93 habitantes por kilómetro cuadrado.